# Палант, Жорж
Жорж Туссен Леон Палант (фр. Georges Toussaint Léon Palante; 20 ноября 1862, Сен-Лоран-Бланжи, департамент Па-де-Кале — 5 августа 1925, Ильон, Кот-д’Ор) — французский философ, писатель и анархист.

## Жизнь и творчество
Ж. Палант обучался в различных школах, посещал Аррасский коллеж (1879) и парижский лицей Людовика Великого (в 1881). В 1883—1885 годах изучал философию в университете Дуэ, затем преподавал философию в 1885—1888.
Ж. Палант находился под влиянием идей Фридриха Ницше и считается одним из первых «левых ницшеанцев». Позднее он также воспринял учения Макса Штирнера и Зигмунда Фрейда. В 1900 году Палант начинает публиковать свои работы в печати, они переводятся на иностранные языки (в 1893 выходит на немецком его сочинение Социальный вопрос — это вопрос морали — La Question sociale est une question morale). Вплоть до 1916 года он пишет статьи для Revue philosophique de France et de l'étranger, в 1911—1923 — для Revue du Mercure de France. Начиная с 1901 года философ публикует статьи и очерки по теме индивидуализма — Combat pour l’individu (1904), Sensibilité individualiste (1908), Pessimisme et individualism (1914) и другие. В 1908 и в 1919 годах Палант выставляет свою кандидатуру на местных выборах в Сен-Бриё, однако безуспешно.
Страдал от акромегалии. В 1925 году покончил жизнь самоубийством (застрелился). Его ученик, известный писатель Луи Гийу вывел его под именем «Крипюр» в своём биографическом романе Чёрная кровь (Le Sang Noir, 1935). Помимо Л. Гийу, философские идеи Ж. Паланта развивали такие учёные, как Жан Гренье и Мишель Онфре. Последний начал свою учёную карьеру с написания монографии о к тому времени в значительной степени забытом «французском Ницше» Ж. Паланте.

## Философское наследие
Мировоззрение Ж. Паланта было отмечено «радикальным индивидуализмом». Он воспринимал современное ему общество как смирительную рубашку для отдельных его членов. И демократию, и теократию он отвергал как формы государственного устройства — так же, как и любую форму насилия или злоупотребления властью в жизни общества. В связи с тем, что философ не верил в возможность построения когда-либо идеального, свободного общества, а также в то, что индивидуум может быть полноправным членом и защитником такового, Ж. Палант рассматривался как один из носителей идей нигилизма.

## Сочинения (избранное)
- L’esprit administratif. В: Revue Socialiste (1900)
- Le dilettantisme social et la philosophie du «Surhomme». В: Revue Philosophique (1900)
- Précis de sociologie, Alcan (1901)
- Les dogmatismes sociaux et la libération de l’individu. В: Revue Philosophique (1901)
- La mentalité du révolté. В: Mercure de France (1902)
- Combat pour l’individu, Paris, Alcan (1904)
- Anarchisme et individualisme. В: Revue philosophique (1907)
- La Sensibilité individualiste. Paris, Alcan (1909)
- Jules de Gaultier. В: Revue des Idées (1910)
- Les antinomies entre l’individu et la société, Paris, Alcan (1912)
- Pessimisme et individualisme, Alcan (1914)

## Переизданное собрание сочинений
- Œuvres Philosophiques, Paris: Coda 2004, 891 pp. ISBN 2-84967-000-6 (Préface de Michel Onfray)
- Сочинения Ж. Паланта, вышедшие на английском языке